# Andrzej Stembarth Sawicki

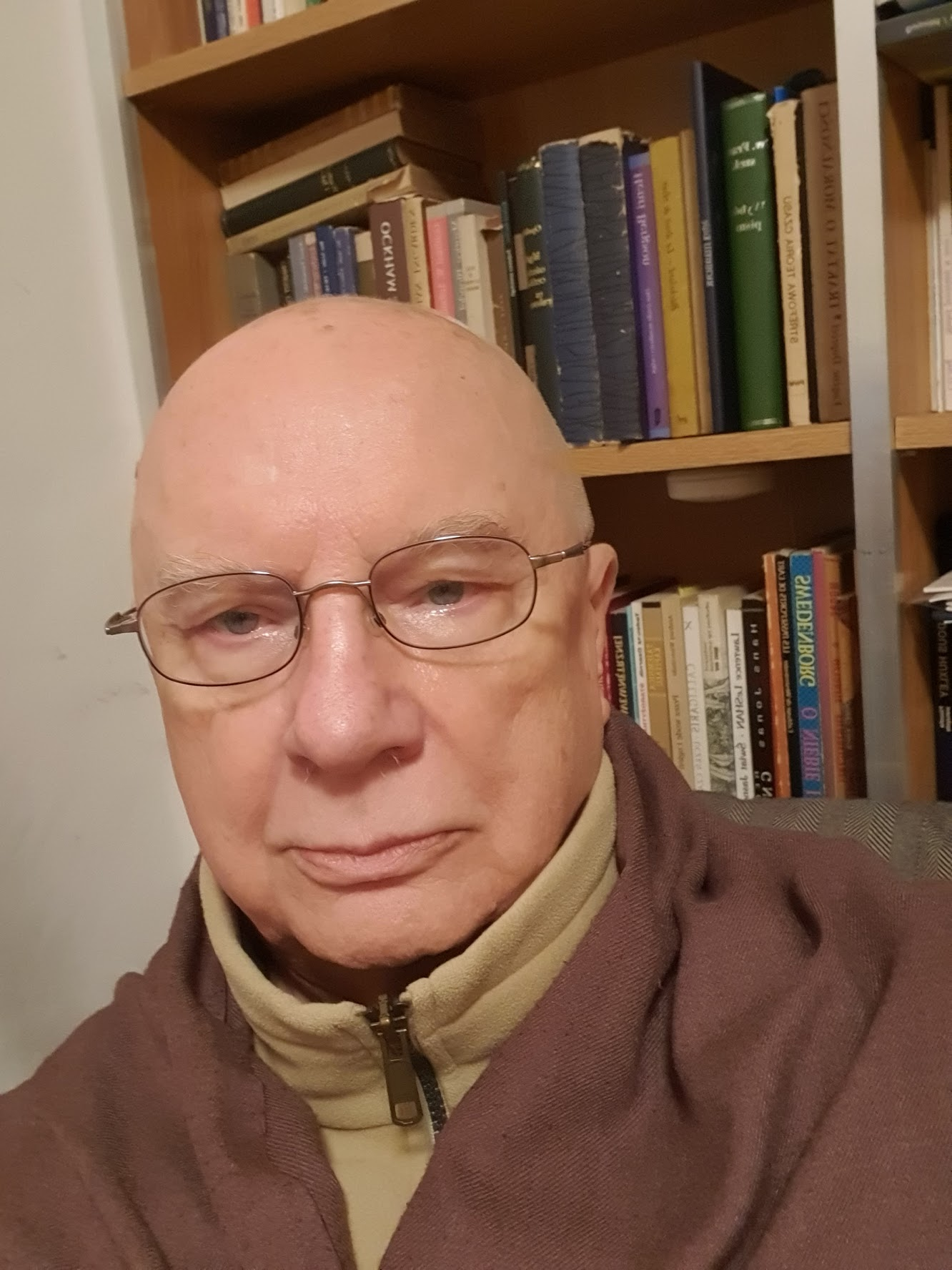
Andrzej Stembarth Sawicki

Andrzej Stembarth Sawicki (ur. 1946 w Tomaszowie Mazowieckim) – polski krytyk sztuki, pisarz, eseista, poeta, tłumacz.

## Życiorys
Debiut poetycki w 1965 roku. Od roku 1968 uprawia krytykę sztuki i eseistykę, oraz tłumaczenia, współpracując z prasą zagraniczną i polską – zarówno popularną jak fachową; m.in. „Diotima” (Ateny), „Jardin des Beaux Arts”, „Le Figaro”, „Życie Literackie”, „Kultura”, „Twórczość”, „Przegląd Artystyczny”. W latach 1974 – 81 stałe recenzje plastyczne w „Dzienniku Polskim” w Krakowie. Od roku 1993 stały współpracownik pisma krytyki artystycznej „Pokaz”. Należy do Stowarzyszenie Pisarzy Polskich, Société Hellénique d'Études Philosophiques, Klubu Krytyki Artystycznej „Pokaz”.
Niektóre publikacje poza prasą:
- „Wybrane zagadnienia sztuki współczesnej” (Wydawnictwo MBG, Kraków 1980)
- „Myślę, że wiem najważniejsze” (tłumaczenie i wybór listów J. Czapskiego, Oficyna Naukowa i Literacka T.I.C., Kraków 1991),
- „Podróż do białej ściany” (poezje, Oficyna Midrasz, Kraków 1992)
- „Strojenie świata” (poezje, Miniatura, Kraków 2000)
- „O tym, że człowiek będąc duchem...” (żart filozoficzny, Miniatura, Kraków 2001)
- „i najtrwalsze są obłoki” (poezje, Miniatura, Kraków 2003)
- „Przed długą zimą” (nowe haikai, Miniatura, Kraków 2004)
- „O stosunkach pomiędzy duszą i ciałem(…)” Emanuel Swedenborg (tłumaczenie i esej poświęcony twórczości Swedenborga, Miniatura, Kraków 2005)
- „Stary samuraj” (nakład własny autora, Kraków 2008)
- „Brama światła” wspólnie z prof. Janiną Kraupe, która przygotowała do książki 10 linorytów (nakład własny autora, Kraków 2011)
- „Kot Schrödingera” (nakład własny autora, Kraków 2012). Zrealizowano dzięki pomocy stypendialnej Ministerstwa Kultury i Dziedzictwa Narodowego.

Wykłady z zakresu filozofii, antropologii kulturowej i teorii sztuki wygłaszał jako gość na uniwersytetach m.in. w Atenach, Heidelbergu i Tuluzie.
Utwory podpisywał „Andrzej Sawicki” (zwłaszcza publikacje prasowe), „Andrzej S. Sawicki”, „Andrzej Stefan Sawicki”, „Andrzej Stembarth Sawicki”, „André Destienne” lub „André d’Estienne” (teksty publicystyczne, krytyczne i literackie w języku francuskim).